# Trigono
Trigono  este un oraș în Grecia în Prefectura Evros situat în apropiere de colțul celor trei frontiere..